# هكتور كينغ
هكتور كينغ (بالإسبانية: Hector King)‏ هو مغني مكسيكي، ولد في 4 مايو 1982.

## وصلات خارجية
- الموقع الرسمي